# ذكاء السرب

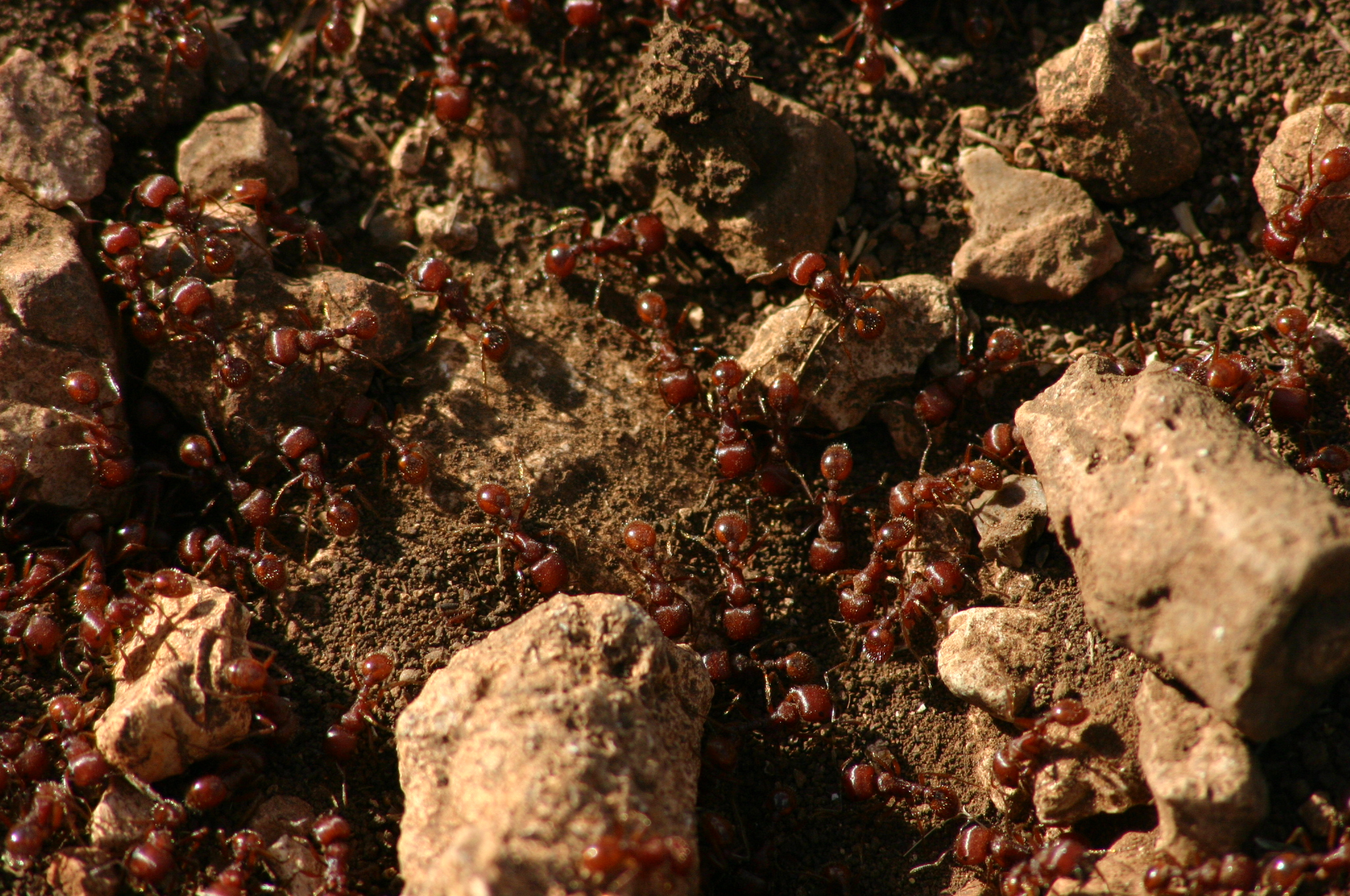
هذه الصورة تظهر مستعمرة من النمل البني المحمر

ذكاء السرب (بالإنجليزية: Swarm intelligence)‏ هو مصطلح يصف السلوك الجماعي للنظم اللامركزية ذاتية الانتظام، سواءً كانت طبيعية أم اصطناعية. ويستخدم هذا المفهوم في الذكاء الاصطناعي، وقد قدمه جيراردو بيني (Gerardo Beni) وجينغ وانغ (Jing Wang) في عام 1989 في سياق النظم الروبوتية الخلوية.
مع بداية التسعينات من القرن الماضي بدأت الأبحاث تتجه إلى أبعد مما سبق فبدأت بمحاكاة الكائنات الحية الأقل ذكاءً والتي لها إمكانيات محدودة كالنمل والطيور والأسماك والتي في نفس الوقت تبدي سلوكاً اجتماعياً شديد الذكاء ففي عام 1990 اقترح العالم الإيطالي ماركو دوريغو (Marco Dorigo) الخوارزمية "Ant Colony Optimization 
(ACO) التي تحاكي مستعمرات النمل. كما في عام 1995 اقترح كلاً من العالمان Russell Eberhart & James Kenndy الخوارزمية :“ Particle Swarm Optimization _ PSO “ والتي تعتمد بشكل رئيسي على محاكاة أسراب الطيور. الخوارزميتان السابقتان PSO، ACO كانتا بداية لفرع جديد من فروع الذكاء الاصطناعي Swarm Intelligence _ SI
يظهر ذكاء السرب عادةً في مجتمعات من العملاء المحدودين أو من boids تتفاعل محلياً مع بعضها البعض ومع بيئتها. يستخدم العملاء قواعد سلوكية بسيطة للغاية، وعلى الرغم من عدم وجود متحكم مركزي يملي على الأفراد كيف يتصرفون تؤدي التفاعلات المحلية - والعشوائية عموماً - بينها إلى بزوغ سلوك كلي ذكي غير ملحوظ على مستوى الأفراد. من الأمثلة الطبيعية على هذه الظاهرة مستعمرات النمل وأسراب الطيور وقطعان الماشية ونمو البكتيريا وأفواج الأسماك.

## أمثلة خوارزمية
- استمثال مملكة النمل Ant Colony Optimization
- استمثال سرب الذرات Particle Swarm Optimization: طريقة للاستمثال يستخدم فيها عدد كبير من الذرات (الحلول المقترحة) التي تتحرك باتجاه الحلول الأفضل منها محلياً. في النهاية، تتمكن هذه الطريقة من إيجاد الحلول المثلى الحقيقية للمسألة وليس المحلية فقط.

## تطبيقات
- محاكاة الحشود: تستخدم تقنيات السرب في أفلام الحاسوب لتحريك حشود ضخمة من المخلوقات بشكل طبيعي عن طريق قواعد بسيطة للتفاعل المحلي بينها.

التوجيه على طريقة النمل: تفيد تقنيات السرب في توجيه حزم البيانات في الشبكات الحاسوبية بحيث تستخدم مسارات الشبكة التي نجحت نملات افتراضية في عبورها باتجاه الغاية المقصودة.
- الأسراب الروبوتية